# Draeculacephala angulifera
Draeculacephala angulifera är en insektsart som beskrevs av Walker 1851. Draeculacephala angulifera ingår i släktet Draeculacephala och familjen dvärgstritar. Inga underarter finns listade i Catalogue of Life.